# Cominius Bonus Agricola Laelius Aper

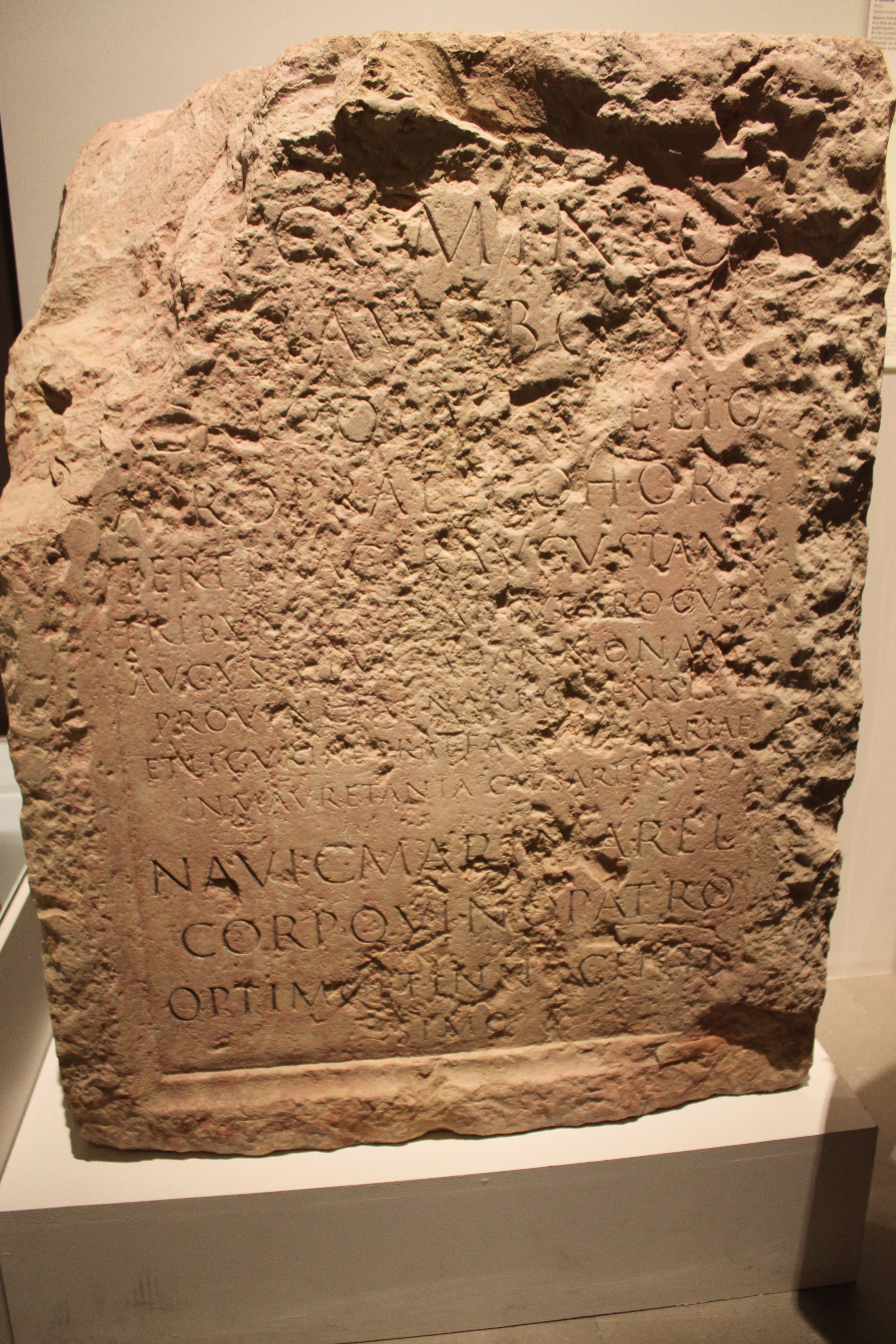
Die Inschrift

Cominius Bonus Agricola Laelius Aper (sein Praenomen ist nicht bekannt) war ein Angehöriger des römischen Ritterstandes (Eques). Durch eine Inschrift, die in Arelate gefunden wurde und die auf 161/169 datiert wird, sind einzelne Stationen seiner Laufbahn bekannt, die in der Inschrift in aufsteigender Reihenfolge wiedergegeben ist.
Aper übernahm zunächst als Präfekt die Leitung einer Cohors III Bracaraugustanorum. Im Anschluss diente er als Tribun in der Legio I Adiutrix, die ihr Hauptlager in Brigetio in der Provinz Pannonia inferior hatte. Danach war er procurator Augustorum ad annonam provinciae Narbonensis et Liguriae. Seine letzte Position war die Leitung der Ala miliaria, die in der Provinz Mauretania Caesariensis stationiert war.
Aper war in der Tribus Claudia eingeschrieben. Die Inschrift wurde durch die Seeleute von Arelate (naviculariorum marinorum Arelatensium) errichtet.
Ein weiterer Kommandeur, dessen Name nach einer Untersuchung des Althistorikers Géza Alföldy (1935–2011) als „[…] Cominius Bonus Agricola Laelius Aper“ zu lesen ist, kann ebenfalls nicht eindeutig nach Britannien verortet werden. Die seit 1697 bekannte und beschädigte Ehreninschrift des Offiziers stammt aus Arelate (Arles) in der Provinz Gallia Narbonensis. […] Cominius Bonus Agricola Laelius Aper, Sohn des Cominius wird dort zu Beginn seiner militärischen Laufbahn als Kohortenpräfekt einer Cohors III Bracaraugustanorum genannt. Der Geehrte stammte aus der Tribus Claudia und gehörte zur ritterlichen Familie der Cominii, die in der norditalienischen Colonia Iulia Concordia (Concordia Sagittaria) beheimatet war. Nach Alföldy könnte […] Cominius Bonus Agricola Laelius Aper der Sohn des C. Cominius Agricola gewesen sein. Dieser Vater würde danach in der ersten Hälfte des 2. Jahrhunderts gelebt haben. Das Amt des procurator Augustorum ad annonam Narbonensis et Liguriae hätte […] Cominius Bonus Agricola Laelius Aper nach seiner Zeit als Kohortenpräfekt laut Hans-Georg Pflaum (1902–1979) und Alföldy wohl während der divi fratres in den Jahren 166 bis 167 bekleidet.